# Akokana FC
Akokana Football Club d’Arlit w skrócie Akokana FC – nigerski klub piłkarski grający w nigerskiej pierwszej lidze, mający siedzibę w mieście Arlit.

## Sukcesy
- Puchar Nigru[1]:
  - zwycięstwo (1): 2001.

## Występy w afrykańskich pucharach
| Sezon | Rozgrywki                 | Runda   | Kraj | Klub       | Dom | Wyjazd | Dwumecz |
| ----- | ------------------------- | ------- | ---- | ---------- | --- | ------ | ------- |
| 2002  | Puchar Zdobywców Pucharów | wstępna | Czad | Gazelle FC | 0–0 | 1–3    | 1–3     |

## Stadion
Domowe mecze klub rozgrywa na stadionie o nazwie Stade d’Arlit w Arlit, który może pomieścić 7000 widzów.

## Reprezentanci kraju grający w klubie od 2005 roku
Stan na styczeń 2023.
| - Issaka Abdou - Ousmane Ahmeye Zeidine - Abdoul Kader Arzakou - Mohamed Bachar - Kamilou Daouda | - Hamidou Djibo - Parfait Kouassi - Amadou Moutari - Issa Modibo Sidibé - Mohammed Surajo |